# Delta Okawango
Delta Okawango – największa w świecie delta śródlądowa rzeki, utworzona przez rzekę Okawango. Rzeka uchodziła niegdyś do znajdującego się w północnej części obecnej Botswany jeziora Makgadikgadi, które wyschło około 10 tysięcy lat temu. Na jego miejscu znajduje się kotlina Kalahari, której ok. 15 000 km² nawadniane jest z delty Okawango. W końcowym odcinku rzeka stopniowo zwalnia bieg, tworząc rozlewiska i podmokłe wyspy zarośnięte trawą i trzciną. W dalszej części bagniska stają się coraz mniej grząskie, aż przechodzą w stepowo-pustynny obszar Kalahari. Część wód z delty Okawango zasila jezioro Ngami.

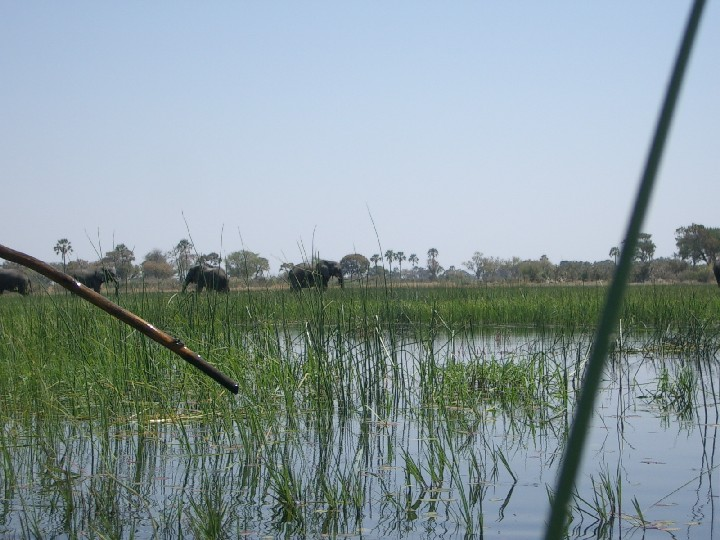
Słonie żerujące w rozlewiskach delty

W delcie Okawango żyją niezliczone ilości ptactwa i liczne inne zwierzęta korzystające z obfitych zasobów wody i – co za tym idzie – bujnej roślinności. Niemniej jednak zdarzające się w tym regionie okresy suchsze i wilgotniejsze powodują, że obszar korzystny dla wegetacji nie jest stały, czasami znacznie się zmniejsza, a czasami nawiedzają go powodzie. Rząd Namibii, przez której terytorium przepływa Okawango, planuje budowę zapory na tej rzece w rejonie Caprivi w celu uregulowania jej przepływu. Plany te mogą doprowadzić do bezpowrotnego zniszczenia bogatej flory i fauny delty.
Na południowo-wschodnim brzegu obszaru delty Okawango, na terytorium Botswany, znajduje się miasto Maun (ok. 50 tys. mieszkańców) z niewielkim lotniskiem.
W 2014 roku delta Okawango została wpisana na listę światowego dziedzictwa UNESCO.